# Easton (Califòrnia)
Easton és una concentració de població designada pel cens del Comtat de Fresno a l'estat de Califòrnia. Segons el cens del 2000 tenia 1.966 habitants.

## Demografia
Segons el cens del 2000, Easton tenia 1.966 habitants, 623 habitatges, i 499 famílies. La densitat de població era de 252,2 habitants/km².
Dels 623 habitatges en un 35,2% hi vivien nens de menys de 18 anys, en un 62,3% hi vivien parelles casades, en un 12,4% dones solteres, i en un 19,9% no eren unitats familiars. En el 17,5% dels habitatges hi vivien persones soles el 8,3% de les quals corresponia a persones de 65 anys o més que vivien soles. El nombre mitjà de persones vivint en cada habitatge era de 3,16 i el nombre mitjà de persones que vivien en cada família era de 3,57.
Per edats la població es repartia de la següent manera: un 30,2% tenia menys de 18 anys, un 8,6% entre 18 i 24, un 24,8% entre 25 i 44, un 23% de 45 a 60 i un 13,3% 65 anys o més.
L'edat mitjana era de 35 anys. Per cada 100 dones de 18 o més anys hi havia 95,7 homes.
La renda mitjana per habitatge era de 31.172$ i la renda mitjana per família de 36.250 $. Els homes tenien una renda mitjana de 39.583 $ mentre que les dones 21.071 $. La renda per capita de la població era de 13.598 $. Entorn del 16,8% de les famílies i el 24% de la població estaven per davall del llindar de pobresa.

## Poblacions properes
El següent diagrama mostra les poblacions més properes.